# 嶋方淳子
嶋方 淳子（しまかた じゅんこ、1967年8月12日 - ）は、日本の女性声優。神奈川県厚木市出身。青二プロダクション所属。既婚。
代表作は『はしゃいで○○大放送』、『ドラゴンクエスト』（カカ）、真・三國無双シリーズ（大喬、小喬）など。

## 来歴
『キャンディ・キャンディ』のテレビアニメを見て声優になりたいと思い、高校に入学してから本格的に志すようになる。当時、三ツ矢雄二のファンだった。ただ、高校入学当初は演劇のための基礎体力を付けようと硬式テニス部に入っていたとのこと（これは『エースをねらえ!』に憧れていたからという）だったが、やはり好きな方へ進もうと演劇部に転部。演劇部では部長も務めた。
高校2年生の時にラジオたんぱの『日本全国ヤロメロどん!』の中でパーソナリティオーディションの告知CMを聴いて応募。合格し、この後番組となった『はしゃいで○○大放送』のパーソナリティを務める。この番組では「淳子の一人芝居」「こちら文芸部 部長は私」など、演劇をやっている自身を生かしたコーナーや、コーナーによって声を変える演技力を見せた放送を展開していた。最初は口癖の「ヤベー」を指摘されるなど緊張の連続だったという。また、オープンスタジオでの公開放送だったこの番組では、騒ぐリスナーに「静かにして」と注意するなど、その番組を取り仕切るキャラクターから「淳ネエ」とリスナーから言われたこともあった。一方で「雨に濡れた、鳴く力も無くなった捨て猫を3匹拾って連れて帰ったら、家に着いた時に一匹亡くなった」という話をした時、放送中に号泣してリスナーを驚かせたということ。「酒を飲んではしゃぐ友達の夢を見た」と言った話を番組中でしたところ、当時未成年だったのに「淳ネエは酒豪」という噂が番組中で言われるようになり、『はしゃいで○○大放送』のスペシャルや同番組のコンサートなどでバラクーダの『日本全国酒飲み音頭』を歌わされる羽目になったなどのエピソードもあった。
高校卒業後は短期大学の経営学科へ進学。『はしゃいで○○大放送』のパーソナリティは短大の1年生いっぱいまで務める。
その後、青二塾東京校の第9期生として入学、卒業後念願の声優デビューを果たす。

## 人物
資格・免許は色彩検定2級、秘書士、普通自動車免許、PADI OP（ダイビング免許）。
趣味はスキューバダイビング、ドラマ鑑賞、マンガ、食べ歩き。特技はイラスト、脚本、携帯写真、色彩ヒーリング。

## 出演
太字はメインキャラクター。

### テレビアニメ
1989年
- キテレツ大百科（アツシ、直美、ギャルA、若奥さん、銀行員、主婦、健太）
- ドラゴンクエスト（1989年 - 1991年、カカ、ルナー）

1990年
- かりあげクン（店員）
- ドラゴンボールZ（エミー、看護婦）
- もーれつア太郎（女の子、マリリン、女学生B、赤ん坊、子分ブタ）
- 私のあしながおじさん

1991年
- おにいさまへ…
- 緊急発進セイバーキッズ
- きんぎょ注意報!（ウシ恵、ウシ江）
- ゲッターロボ號（客室乗務員）
- まじかる☆タルるートくん（1991年 - 1992年、女生徒、モゴゴ、女の子、女子生徒）
- 魔法使いサリー（1989年版）（園児、エリカ、女生徒A）

1992年
- ウルトラマンキッズ 母をたずねて3000万光年（チビの老婆）
- スーパービックリマン（子供）
- ツヨシしっかりしなさい（1992年 - 1993年、川上光一の妻、男の子B、久美子）
- 美少女戦士セーラームーン（小原杏、子供、女子生徒）
- まぼろしまぼちゃん（息子）

1993年
- クレヨンしんちゃん（1993年 - 2002年、イジメっ子B、藤原イチロー）
- GS美神（窓口ギャルズ、女の子、一ツ目小僧、子供、白雪姫、舟幽霊）
- 楽しいウイロータウン（モーシー）

1995年
- アニメ世界の童話（三男）
- ナースエンジェルりりかSOS（マルル、美沙）
- 空想科学世界ガリバーボーイ（妖精、妖精A）
- ロミオの青い空（カルロ）

1996年
- 家なき子レミ（ナナ・バルブラン）
- ゲゲゲの鬼太郎（第4作）（1996年 - 1997年、ケン、次郎、バスガイド、正広）
- ドラえもん（1996年 - 1999年、少年B、少年C、チンチャオ）
- 名犬ラッシー（パトリック）

1997年
- 中華一番!（フェイの子供時代）

1998年
- 鉄コミュニケイション（トリガー）
- 忍たま乱太郎（1998年 - 2025年、しぶ鬼、孫次郎 他）
- MASTERキートン（女子学生）

2000年
- マシュランボー（トグル）

2001年
- それいけ!アンパンマン（2001年 - 2019年、かしわもちまん、くもまる）
- 爆転シュート ベイブレード（2001年 - 2003年、キキ） - 2シリーズ

2002年
- あたしンち（2002年 - 2003年、生徒4、智美）

2003年
- 名探偵コナン（2003年 - 2023年、山本健一、大野高美、町側貞子）

2004年
- 遙かなる時空の中で-八葉抄-（小天狗）

2006年
- Soul Link（ユウ＝ヤマナミ）

2008年
- ゲゲゲの鬼太郎（第5作）（赤ん坊）

### 劇場アニメ
- 風の名はアムネジア（1990年）
- ドラゴンボールZ 危険なふたり!超戦士はねむれない（1994年、ココ[11]）
- 校長先生が泳いだ（1996年、良夫）
- ゲゲゲの鬼太郎 おばけナイター（1997年、メガネ君[12]）
- 劇場版 遙かなる時空の中で 舞一夜（2006年、小天狗）

### OVA
1990年
- トランスフォーマーZ（マイクロトランスフォーマーA）

1991年
- スローステップ（女の子、ソフトボール部員B、係の女の子、部員、部員B）

1992年
- うしおととら（保険の先生）

1993年
- フォーチュン・クエスト 世にも幸せな冒険者たち（ピット）

1995年
- アイドルプロジェクト
- 鬼切丸（園児）
- GOLDEN BOY さすらいのお勉強野郎（社員D）
- 卒業 〜Graduation〜（加藤美夏）
- 妖精姫レーン（ゴウの母）

1996年
- タトゥーン★マスター（ニケ）
- 結婚 〜Marriage〜（加藤美夏）

### Webアニメ
- めぐみ（2008年、つぼ）

### ゲーム
1990年
- 迷宮のエルフィーネ（ガヤ）

1991年
- CALII（フローリアン）

1993年
- 卒業シリーズ（1993年 - 2005年、加藤美夏） - 4作品

1994年
- CALIII（フローリアン）

1997年
- ドキドキプリティリーグ（1997年 - 1998年、星野飛子、具志堅洋子） - 2作品
- マリカ 〜真実の世界〜（装甲姉妹・燐）

1998年
- 天仙娘々 〜劇場版〜（唯連、キョンシーC）
- ブラックマトリクス（1998年 - 2000年、クレージュ） - 3作品

1999年
- Harlem Beat（小泉智美）

2001年
- 真・三國無双2（2001年 - 2002年、大喬、小喬） - 2作品
- ルナティックドーン テンペスト（アリエル）

2002年
- テイルズ オブ デスティニー2（イレーヌ・レンブラント、カイル〈子供時代〉、魔女）
- 魔女のお茶会（マナムラマナム、ナナ、イオン）

2003年
- 真・三國無双3（2003年 - 2004年、大喬、小喬） - 3作品

2005年
- 真・三國無双4（2005年 - 2006年、大喬、小喬） - 3作品

2006年
- Soul Link EXTENSION（ユウ＝ヤマナミ）
- テイルズ オブ デスティニー（イレーヌ・レンブラント） - PS2版

2007年
- 真・三國無双5（2007年 - 2009年、小喬） - 2作品
- 無双OROCHI（2007年 - 2009年、大喬、小喬） - 3作品

2010年
- 真・三國無双 MULTI RAID 2（大喬、小喬）

2011年
- 真・三國無双6（2011年 - 2012年、大喬、小喬） - 4作品
- 真・三國無双 NEXT（大喬、小喬）
- 無双OROCHI 2（2011年 - 2013年、大喬、小喬） - 4作品

2013年
- 真・三國無双7（2013年 - 2014年、大喬、小喬） - 3作品

2018年
- 真・三國無双8（大喬、小喬）
- 無双OROCHI 3（大喬、小喬）

### ドラマCD
- 餓狼伝説2 〜新たなる闘い〜（リリィ・カーン）
- CD 嵐のデスティニィ2（エリス）
- CDシアター ドラゴンクエストIV（ププル）
- CDドラマ 私立さくら学園（柿本みのり）
- CDドラマ ときめきメモリアル〜彩のラブソング〜（木内茜）
- Soul Link Drama Album / The Animation Mission（2005年 - 2006年、ユウ＝ヤマナミ）
- 卒業&卒業II 卒業ガールズ全員集合!（加藤美夏）
- ときめきメモリアル 彩のラブソング with you vol.1 - 5（木内茜）
- 忍たま乱太郎 シリーズ（初島孫次郎）
  - 忍たま乱太郎 ドラマCD 生物委員会の段
  - 忍たま乱太郎 ドラマCD ろ組の段〜上巻〜
- BASTARD!! -暗黒の破壊神- 外伝 四天王邂逅篇 巻之一
- 遙かなる時空の中で シリーズ（小天狗）
- ボイス・チャレンジャー Vol.1 -卒業編-（加藤美夏）
- 文化放送CLUB db オリジナルドラマCD メモリーサイト75（高橋恵美子、田柄エリ）

### 吹き替え
- プラクティカル・マジック（パティ）

### テレビドラマ
- 踊る大捜査線 第5話（1997年）

### 特撮
- 電光超人グリッドマン（1993年、ジャンクの声、テレフォンサービスの声）
- ガメラ2 レギオン襲来（1996年）
- ウルトラマンコスモス（2001年、伝説妖精ムゲラの声）

### ラジオ
- 嶋方淳子のげむげむ・パーティー（TBSラジオ）
- はしゃいで○○大放送（ラジオたんぱ 1985年4月 - 1987年3月）[3]
- VIVA! スカイウォッチング（ラジオたんぱ 3代目パーソナリティ）[3]
- 土曜文芸館（ラジオたんぱ）
- 土曜めきラジオ（ラジオたんぱ）

### その他コンテンツ
- 嶋方淳子とミュージアムで待ち合わせ（1998年 - 2003年） - 青二ミュージアムで行われていた月1回の公開イベント。

## キャラクターソング
- Soul Link Character Vocal Album（2005年5月25日）
- Soul Link The Animation Mission 02（2006年6月21日）

### シリーズ一覧
1. ↑  『Graduation』（1993年）、『クロスワールド』（1996年）、『Vacation』（1997年）、『Next Graduation』（2005年）
2. ↑  『ドキドキプリティリーグ』（1997年）、『熱血乙女青春記』（1998年）
3. ↑  『ブラックマトリクス』（1998年）、『AD』（1999年）、『+』（2000年）
4. ↑  『真・三國無双2』（2001年）、『猛将伝』（2002年）
5. ↑  『真・三國無双3』（2003年）、『猛将伝』（2003年）、『Empires』（2004年）
6. ↑  『真・三國無双4』（2005年）、『猛将伝』（2005年）、『Empires』（2006年）
7. ↑  『真・三國無双5』（2007年）、『Empires』（2009年）
8. ↑  『無双OROCHI』（2007年）、『魔王再臨』（2008年）、『Z』（2009年）
9. ↑  『真・三國無双6』（2011年）、『Special』（2011年）、『猛将伝』（2011年）、『Empires』（2012年）
10. ↑  『無双OROCHI 2』（2011年）、『Special』（2012年）、『Hyper』（2012年）、『Ultimate』（2013年）
11. ↑  『真・三國無双7』（2013年）、『猛将伝』（2013年）、『Empires』（2014年）